# Platytinospora
Platytinospora é um género botânico pertencente à família Menispermaceae.

## Espécies
- Platytinospora buchholzii Diels

1. ↑  «Platytinospora — World Flora Online». www.worldfloraonline.org. Consultado em 19 de agosto de 2020